# Трескавица
Трескавица је планински масив у јужној Босни и Херцеговини, припада Динарским планинама. Спада у веначне планине. Налази се западно од Калиновика.

## Географски положај
Доминира северним делом Требињско-фочанске регије. Већи део планине се налази у ентитету Републици Српској, а мањи, западни део је смештен у ентитету Федерацији Босне и Херцеговине. Приликом постављања међуентитетских линија разграничења, нису поштоване географске законитости. Административно је подељена између општина Трново (босанска) и Калиновик (хумска или херцеговачка).
Трескавица достиже највећу дужину од 18 километара у правцу северозапад-југоисток и тај правац заузимају и њене главне косе, док је највећа ширина 14 километара у правцу југозапад-североисток. Окружена је другим високим планиниским масивима: Јахорина, Бјелашница, Височица и Лелијом, од којих је одељена дубоким удолинама. Само се са јужне стране, без оштрих граница наставља у Загорје.
Трескавица се може поделити на северни виши и јужни нижи део међусобно подељених оштрим кривудавим гребеном (Присида и Сува ластва), који на југу почиње Николиним стенама, а завршавају на северу Чабенским стенама. Северни део је по флори и фауни далеко занимљивији од јужног.
На Трескавици се налазе многобројни врхови, планинске ливаде, пашњаци. Врхови се углавном налазе у северном делу. Највиши врх (2.086 m), има три имена, Ђокин торањ (по лименом торњу, који је као склониште изградио планинар и архитекта Ђоко Петровић и од кога су до данас остала само врата), Паклијаш (због суровости и неприступачности терена) или Мала ћаба (ћаба, како су га назвали мештани из подножја, који су га посећивали из религијских разлога). Од осталих врхова истичу се Барице (2.079 m), Пашин врх (2.070 m), Дјевојачка Стијена (2.058 m), Љељен (1.977), Облик (1.876 m).
Јужни део Трескавице је монотон и претежно гола кршка висораван, без нарочитих облика. Са западне стране је оивичен Великим тријеском (1.924 m), а источни део Крљински крш који кулминира у Крљинској Звијезди (1.904 m).
Има развијене крашке облике рељефа, са траговима плеистоценске глацијације. Грађена је од верфенских шкриљаца и црвенкастог пешчара, преко којих леже доњотријаски кречњаци. Изнад њих су кречњасти слојеви отворене боје, који се завршавају доломитним кречњаком.
Североисточним подножјем пролази пут Сарајево – Фоча.
Трескавица је највиша сарајевска планина, и само за 300 метара нижа од највише планине у Босни и Херцеговини. Када је време сунчано са врха се може видети до Црне Горе и Јадранског мора.
Знатним делом је прекривена листопадном и четинарском шумом. На самој планини се налази и удолина под називом Гвозно.

## Назив
Назив је добила по својој склоности ка трескању, односно земљотресима. На подручју планине Трескавице постоји геолошки расед у земљиној кори. У последњих 100 година на подручју Трескавице се свакодневно дешавају мањи потреси. Најјачи земљотрес је забележен 11. јуна 1962. године, са 6 степени магнитуде по Рихтеровој скали у хипоцентру.

## Хидрографија
Вода представља прилично обилан ресурс.

### Извори и реке
Планина Трескавица има око 365 врела. На обронцима Трескавице се налазе бројни извори речица, притока Неретве, Босне и Дрине. Извори питке воде су Љуштра и Широкарка. Хидрографску окосницу чини река Жељезница, која настаје код места Турови, од Годињског и Храсничког потока, затим Добропољска ријека, ријека Љута и Ракитница.

### Језера
На Трескавици се налази велики број језера, која се напајају из ледника, подјезерских извора, околних извора и потока. До већине језера се не може прићи аутомобилом. Велики број ових језера су глацијалног порекла, настала за време последњег леденог доба, пре око два милиона година.
- Велико језеро (300x150, 1.550 мнв)[10]
- Црно језеро (150x100, 1.675 мнв)
- Бијело језеро (140x70, 1.703 мнв)
- Платно језеро, Мало или Блатно језеро (80x30, 1.580 мнв).[10]
- Трокунско језеро[2]
- Језеро под зубима (Змијско језеро)[2]
- Језеро на Туровстану[2]
- Језеро на Спасовачи[2]
- Горње Баре[2]
- Симовића бара[2]

На једној равни, оивиченој стрмим стенама: Чабенске стене, Суве ластве и Николиним стенама налазе се Велико, Црно, Бијело и Платно језеро.

## Флора
До висине од 1.500 метара, налазе се густе шуме. У нижим пределима преовлађују букове шуме, разно шибље и друго дрвеће, међу њима највише црвени јавор (лат. Acer obtusatu). У вишим пределима има само букве, чија стабла достижу висину од преко 30 метара, а на оним највишим пределима, уз букву има и јеле. На пределима вишим од 1.500 m преовлађује голи крш, на коме се може наћи клековина (лат. Pinus montana).
У буковим шумама је заступљена ниска шумска флора. Има цикламе (лат. Cyclamen), јагорчевина(лат. Primula acaulis), папрат (лат. Polypodium и лат. Pteridium), jедић (лат. Aconitum toxicum), бреберина (лат. Anemonenemorosa), вратић (лат. chrysanthemum macrophylum), божурак (лат. Planthatera bifolia).
Уз горње слојеве шумског појаса могу се наћи смрдњика (лат. Pistacia terebinthus), медвеђе грожђе, мливњача, боровница, а на највишим висинама тресиница (Dryas octopetala), шимширка (лат. Berberis vulgaris). У планинским лукама има много цвећа жути јаблан (лат. Trollius europaeus), бели јаблан (лат. Anemone narcissiflora), чемерика (лат. Veratrum album), а веома је распрострањена линцура, калуђерак (лат. Gentiana verna), жута линцура,, крапуца (лат. Gentiana dinarica)
На ливадама има матичњак (лат. Melissa), ориганум (лат. Origanum), љутић (лат. Ranunculus), а у кршевитим пределима звончић (лат. Campanula), каранфил (лат. Dianthus), млечика (лат. Euphorbia), чубар (лат. Satureja).
На пашњацима, где борави стока има шћављак (лат. Rumex alpinus).
У језерским котлинама, око врела и језера се налази орхидеја (лат. Orchis bosniaca).
На највишим пределима, око снежника се налазе планинска звончица (лат. Soldanella alpina) и жута љубичица (лат. Viola zoysii).
Осим тога, на Трескавици се може наћи жута шумска љубичица (лат. Viola biflora), жути планински лан (лат. Linum capitatum), Thlaspi alpestre, Pedicularis leucodon, пуцавац (лат. Silene sendtneri), алпска урезица (котурак) (лат. Homogyne alpina), норвешко смиље (лат. Gnaphalium norvegicum), Alyssum Wulfenianum, Bellidiastrum Miehelii, Aleliemilla alpina, банатски шафран (лат. Crocus banaticus), Cerastium Moesiacum, Alsine Arduini, планинска боквица (лат. Plantago montana), Ajuga pyramidalis.
Од ређих и угрожених врста заступљени су и: планински маслачак (лат. Taraxacum apeninum),, српска панчићија лат. Pancicia serbica) на око 1750 m,, обрубљена камењарка (лат. Saxifraga marginata Sternb),,
румењача (лат. Onosma stellulata),, Кохова линцура, патуљасти звончић, модар звончић, велики волујак (лат. Telekia speciosa), моравка (лат. Arnica montana), динарски радић (лат. Crepis dinarica), ({{јез-лат|Uvularia amplexifolia}),

## Фауна
На Трескавици живе тетреб, орао, јастреб и јаребица, зец, веверица, јазавац, куна, дивокоза, срна, медвед, вук, лисица, дивља свиња, дивља мачка.
Од змија има поскок, шарка и белоушка.
У рекама и језерима има пастрмке, а у подножју планине могу се срести и липљен, младица, шкобаљ и клен.

## Клима
На Трескавици влада права планинска клима. Изнад Трескавица се укрштају медитеранске и северноконтиненталне струје, што изазива честе промене времена.

## Излетишта
Трескавицу је најбоље посетити од половине јуна до половине септембра, а најлепши период је пред крај пролећа, када је вегетација у пуном цвату.
- „Суставац“ подно Великог Кожљена, на обали Храсничког потока, 7 km удаљено од Трнова, на 1.180 метара надморске висине[2]
- Планинарски дом код Палежа у непосредној близини водопада “Скок”, на 1.258 метара надморске висине, удаљен 10 km од Трнова. У августу месецу, организује се сачијада, а септембру берба боровница.[9]
- Казани на Жељезници код села Турови.

## Ловиште
На Трескавици је установљено типично планинско ловиште површине 8.049 хектара.